# Каридес, Джия
Джи́я Кари́дес (англ. Gia Carides; 7 июня 1964, Сидней, Новый Южный Уэльс, Австралия) — австралийская актриса

 и кинопродюсер.

## Биография и карьера
Джия Каридес родилась 7 июня 1964 года в Сиднее (штат Новый Южный Уэльс, Австралия) в семье грека и англичанки, свободно говорит как на английском, так и на греческом языках. У Каридес есть две сестры — актриса Зои Каридес (род. 1962) и певицы и автора песен Даниэль Каридес. Она училась Чатсвудской средней школе вместе с Марком Тейлором — ныне известным австралийским игроком в крикет. Она начала актёрскую карьеру в 12 лет. Её первым фильмом стала драма «Любовные письма с Теральба-роуд» с Брайаном Брауном и Крисом Макквейдом в главных ролях. Выступала в качестве актрисы-волонтёра в Программе молодых рассказчиков. Помимо кинокарьеры, одно время она также работала в центре по уходу за детьми в Лейн-Коув, пригород Сиднея.
Она наиболее известна ролями Лиз Холт в фильме «Строго по правилам», Сьюзи Коннор в «Блестящей лжи» и кузины Никки в «Моей большой греческой свадьбе».
В 1998—2016 годы Каридес была замужем за актёром Энтони Лапалья, от которого у неё есть дочь Бриджет (род. в январе 2003). Является близкой подругой актрисы Наоми Уоттс.

## Избранная фильмография
| Год       |   | Русское название                            | Оригинальное название                 | Роль              |
| --------- | - | ------------------------------------------- | ------------------------------------- | ----------------- |
| 1983      | ф | Фар Лэп: Путь к победе                      | Phar Lap                              | Эмма              |
| 1985      | ф | Кокакольщик                                 | The Coca-Cola Kid                     | Горничная         |
| 1992      | ф | Строго по правилам                          | Strictly Ballroom                     | Лиз Холт          |
| 1995      | ф | Плохая компания                             | Bad Company                           | Джули Эймс        |
| 1996      | ф | Двое у моря                                 | Two If by Sea                         | Джоан Раппапорт   |
| 1997      | с | Скорая помощь                               | ER                                    | Сюзанна Алнер     |
| 1998      | ф | Основные цвета                              | Primary Colors                        | Кашмир МакЛеод    |
| 1999      | ф | Остин Пауэрс: Шпион, который меня соблазнил | Austin Powers: The Spy Who Shagged Me | Робин Суоллоус    |
| 2002      | ф | Моя большая греческая свадьба               | My Big Fat Greek Wedding              | Кузина Никки      |
| 2005      | с | Без следа                                   | Without a Trace                       | Стефани Паттерсон |
| 2005      | ф | Бунтарка                                    | Stick It                              | Элис Грэм         |
| 2009      | ф | Начало времён                               | Year One                              | Королева          |
| 2016      | ф | Моя большая греческая свадьба 2             | My Big Fat Greek Wedding 2            | Никки             |
| 2017      | с | Твин Пикс                                   | Twin Peaks                            | Ханна             |
| 2017      | с | Библиотекари                                | The Librarians                        | Ленор Джонс       |
| 2017—2019 | с | Большая маленькая ложь                      | Big Little Lies                       | Мелисса           |